# Багиши
Ба́гиши (чув. Пакăш выççăлкки) — выселок в Ядринском районе Чувашской Республики. Входит в состав Старотиньгешского сельского поселения.

## География
Находится в западной части Чувашии, на расстоянии приблизительно 23 км на восток-юго-восток по прямой от районного центра города Ядрин на правобережье речки Выла.

## История
Известен с 1861 года, когда здесь (тогда выселок из деревни Багишевой, ныне Большие Багиши) было 44 жителя мужского пола. В 1906 году было учтено 14 дворов и 63 жителя, в 1926 — 44 двора и 172 жителя, в 1939—170 жителей, в 1979—134. В 2002 году было 34 двора, в 2010 — 27 домохозяйств. В 1929 году был образован колхоз «Звезда», в 2010 году действовал колхоз «Пучах».

## Население
Постоянное население составляло 80 человек (чуваши 100 %) в 2002 году, 57 в 2010.